# Dominique Fred
Dominique Fred (ur. 21 października 1992 w Vanuatu) – vanuacki piłkarz grający na pozycji pomocnika w vanuackim klubie Shepherds United. W reprezentacji Vanuatu rozegrał 2 mecze.